# Янковский, Филипп Олегович
Фили́пп Оле́гович Янко́вский (род. 10 октября 1968, Саратов) — советский и российский актёр театра, кино и дубляжа, кинорежиссёр и кинопродюсер.

## Биография
Родился 10 октября 1968 года в Саратове в семье актёров Олега Янковского и Людмилы Зориной.
Впервые снялся в 1974 году в фильме «Зеркало» Андрея Тарковского. Пробовался на главную роль в фильме «Остров сокровищ» (1982). Первая взрослая роль — в фильме «Сентиментальное путешествие на картошку» (1986).
В 1990 году окончил Школу-студию МХАТ (курс Олега Табакова). Тогда же поступил во ВГИК на режиссёрский факультет (мастерская Владимира Наумова).
Снял около 150 видеоклипов. В 1997 году был номинирован на премию «Овация» как лучший режиссёр музыкального видео.
Дебютировал как режиссёр в игровом кино, поставив фильм «В движении», за который был удостоен премии «Ника» в номинации «Открытие года» в 2003 году. Его следующей режиссёрской работой стала экранизация романа Бориса Акунина «Статский советник», в которой снялись многие популярные российские актёры. В 2006 году вышел фильм Янковского «Меченосец», а в 2008 году — «Каменная башка».
В 2010-е годы стал чаще сниматься как актёр, в том числе и в телесериалах, при этом сам не снял ни одного фильма после «Каменной башки». В 2021 году вышел фильм Глеба Панфилова «Иван Денисович» по мотивам рассказа Александра Солженицына, где Янковский сыграл главную роль Ивана Шухова. За исполнение этой роли актёр награждён Boccalino d’Oro, призом независимого жюри 74-го кинофестиваля в Локарно.

## Личная жизнь
Жена — Оксана Олеговна Фандера (род. 7 ноября 1967), актриса.
- Сын — Иван Филиппович Янковский (род. 30 октября 1990), актёр.
  - Внук — Олег Иванович Янковский (род. 26 июня 2021)
- Дочь — Елизавета Филипповна Янковская (род. 1 мая 1995)[1], актриса.

## Творчество

### Театральные работы
МХТ им. А. П. Чехова::
- «Карамазовы» (фантазии режиссёра К. Богомолова на тему романа Ф. Достоевского, премьера — 26 ноября 2013 года) — Дмитрий Фёдорович Карамазов
- «Dreamworks* *Мечта сбывается» (по пьесе Ивана Вырыпаева, режиссёр Виктор Рыжаков, премьера — 10 мая 2016 года) — Дэвид

### Фильмография

#### Актёрские работы
- 1974 — Зеркало — Алёша (5 лет)
- 1986 — Сентиментальное путешествие на картошку — Пётр Карташов
- 1987 — Филёр — эпизод
- 1991 — Афганский излом — Никита Стеклов, старший лейтенант
- 1994 — Зона Любэ — Владик
- 1994 — 2002 — Иван Тургенев. Метафизика любви (фильм не был завершён) — Тургенев в молодости
- 1998 — День полнолуния — монах
- 2000 — Бременские музыканты & Co — Трубадур-младший
- 2001 — Часы без стрелок — парень в куртке
- 2002 — Одиночество крови — парень
- 2005 — Статский советник — пьяный гусар в салоне Жюли
- 2011 — Распутин — Феликс Юсупов, князь
- 2012 — Любовь с акцентом — московский режиссёр Артём
- 2013 — Три мушкетёра — король Людовик XIII
- 2013 — Гетеры майора Соколова — Семёнов, «Крест», глава РОВС
- 2014 — Охотники за головами — Тимур Громов
- 2014 — Чудотворец — Николай Арбенин
- 2016 — Таинственная страсть — Ян Тушинский
- 2018 — Свидетели (новелла «Брут») — Хорст
- 2019 — Секта — Константин Берк, лидер секты
- 2020 — Номер один — Феликс
- 2021 — Иван Денисович — Иван Денисович Шухов
- 2021 — Мы — С-4711
- 2021 — Контейнер — Вадим Юрьевич Белозеров, заместитель министра
- 2022 — Карамора — Александр Константинович Руневский
- 2022 — Монастырь — отец Варсонофий, настоятель монастыря
- 2022 — Аксентьев — Владимир Михайлович Державин, майор ФСБ
- 2022 — Тень: Взять Гордея — Гордей
- 2023 — Самая большая луна — Глеб, глава эмеров
- 2023 — Чёрное облако — Борис Ковальский, психолог
- 2023 — Царская прививка
- 2023 — Волшебный участок — Ворон
- 2024 — Прелесть — Андрей Осинский, генеральный директор Новопригоньевского аффинажного завода
- 2024 — Лихие — Тунгус
- 2024 — Враг у ворот — Павел Турсунов
- 2024 — Прометей — Шапошников

#### Режиссёрские работы
- 2002 — В движении
- 2005 — Статский советник
- 2006 — Меченосец
- 2008 — Каменная башка

## Награды и премии
- 2002 — Специальный приз жюри «За лучший дебют» на кинофестивале «Окно в Европу» за фильм «В движении»;
- 2002 — Приз и Диплом жюри кинематографистов «За лучшую режиссуру» кинофестиваля «Лiстапад» в Минске за фильм «В движении»;
- 2003 — Премия «Ника» в номинации «Открытие года» за фильм «В движении»;
- 2003 — Приз зрительских симпатий на фестивале «Кинотавр» за фильм «В движении»;
- 2008 — Приз «Золотая ладья» за лучший фильм и Приз Гильдии киноведов и кинокритиков России на фестивале «Окно в Европу» за фильм «Каменная башка»[3];
- 2009 — Приз зрительских симпатий на II фестивале «Золотой Феникс» за фильм «Каменная башка»[4];
- 2021 — Приз международных независимых кинокритиков Boccalino d’Oro 74-го международного кинофестиваля в Локарно за исполнение главной роли в фильме «Иван Денисович»[5];
- 2021 — Приз имени А. Кайдановского на кинофестивале «Зеркало»[6];
- 2022 — Премия «Золотой орёл» в номинации «Лучшая мужская роль в кино» (фильм «Иван Денисович»)[7];
- 2022 — Премия за лучшую мужскую роль IV фестиваля российских сериалов «Пилот» (сериал «Приход»)[8].